# Balogh Gyula (levéltáros)
Beödi Balogh Gyula (Ihászi, 1837. május 20. – Szombathely, 1921. április 20.) levéltáros, író, újságíró.    

## Élete
Az 1. latin osztályt Pápán, a 2-4.-et Kőszegen, az 5-8.-at Szombathelyen végezte. Itt az ifjúság lapját (Bimbófüzér) szerkesztette.
1859-ben beiratkozott a pesti jogi egyetemre. 1861. december 1-től 1862. december 31-ig esküdt a körmendi járásban, 1863. január 1-től 1867. május 1-ig ugyanott a vármegye 3. és 2. aljegyzője. Vas Gereben Képes Újságjának segédszerkesztője, 1867-től a Vasmegyei Lapok szerkesztője. 1884. március 1-től a megye allevéltárnoka, 1889 decemberétől főlevéltárnoka lett. Mint allevéltárnok három évig rendezte a vármegye és Szombathely város levéltárát és javaslatot adott Győr város levéltárának rendezéséhez. Történelmi tanulmányokat írt, elsősorban Vas vármegye múltjáról.  
A szombathelyi Szent Márton temetőben nyugszik, sírhelyét a Nemzeti Emlékhely és Kegyeleti Bizottság „A” kategóriában a Nemzeti Sírkert részévé nyilvánította.

## Művei
- Dalok. Heine. Pest, 1861.
- Költemények. Szombathely, 1870.
- Emlékkönyv Berzsenyi Dániel születésének 1876. május hó 6. és 7. megtartott százados évfordulóján. Szombathely, 1876.
- Újabb költemények. Szombathely, 1879.
- Az 1809. évi insurrectio és a francia megszállás Vas megyében. Szombathely, 1885.
- Vasmegye székházának története. Szombathely, 1886.
- A Rákóczi-nóta. Szombathely, 1887.
- Emlékkönyv a vasvármegyei iparkiállitás alkalmából. Szombathely, 1887.
- Vasvármegye nemes családai. Szombathely, 1894. (reprint 1999)
- Klió szolgálatában. Szombathely. 1895.
- Vas vármegye honvédsége 1848/49-ben. Szombathely, 1895.